# Гойденко, Пётр Петрович
Пётр Петрович Гойденко (бел. Пётр Пятровіч Гайдзе́нка; 2 ноября 1928 — 19 сентября 2013) — советский хозяйственный, государственный и политический деятель, Герой Социалистического Труда (1980).

## Биография
Родился в 1928 году в селе Сотницкое. Член КПСС.
С 1954 года — на хозяйственной, общественной и политической работе. В 1954—2013 гг. — электромонтёр, мастер, старший мастер, начальник смены, заместитель главного энергетика, главный энергетик Минского автомобильного завода, директор Минского электротехнического завода, директор Минского приборостроительного завода имени Ф. Э. Дзержинского, директор Минского производственного объединения «Интеграл» имени XXV съезда КПСС Министерства электронной промышленности СССР, заместитель председателя, руководитель группы советников Белорусской научно-промышленной ассоциации, заместитель председателя Совета ветеранов Белорусской ассоциации предприятий промышленности.
Указом Президиума Верховного Совета СССР от 31 октября 1980 года присвоено звание Героя Социалистического Труда с вручением ордена Ленина и золотой медали «Серп и Молот».
Лауреат Государственной премии СССР 1983 года, Государственной премии Белорусской ССР 1974 года.
Делегат XXV съезда КПСС.
Умер в Минске в 2013 году.

## Награды и звания
- Герой Социалистического Труда (1980).
- Орден Ленина
- Золотая медаль «Серп и Молот»
- Лауреат Государственной премии СССР 1983 года
- Лауреат Государственной премии Белорусской ССР 1974 года
- Почётная грамота Совета Министров Республики Беларусь (2008)[1]

## Память
- Имя директора ПО «ИНТЕГРАЛ» (1971–1993), Героя Социалистического Труда (1980) Петра Гойденко присвоено скверу в Минске — рус. «сквер имени Петра́ Гойде́нко» (бел. «сквер імя Пятра́ Гайдзе́нкі»)[2].